# کلر همیلتون (ورزشکار)
کلر همیلتون (انگلیسی: Claire Hamilton) از برندگان مدال برنز المپیک اهل بریتانیا است. وی همچنین از برندگان مدال‌های بازی‌های المپیک زمستانی ۲۰۱۴ بوده است.